# Gin s tonikem
Gin s tonikem je highballový koktejl připravovaný s ginem a tonikem, nalitý přes led. Obvykle je ozdobený limetkou či citronem, případně salátovou okurkou. Množství ginu v koktejlu záleží na chuti, obvykle se však pohybuje mezi 25 až 50 % koktejlu.

## Původ
Míchání tohoto koktejlu bylo zavedeno armádou Britské Východoindické společnosti. Tonik obsahuje chinin, který byl používán jako prevence onemocnění malárií. Vzhledem k tomu, že tonik pitý proti malárii v 18. století byl velmi silný, tudíž více hořký, přidával se gin, aby byla chuť přijatelnější.

## Příprava a servírování

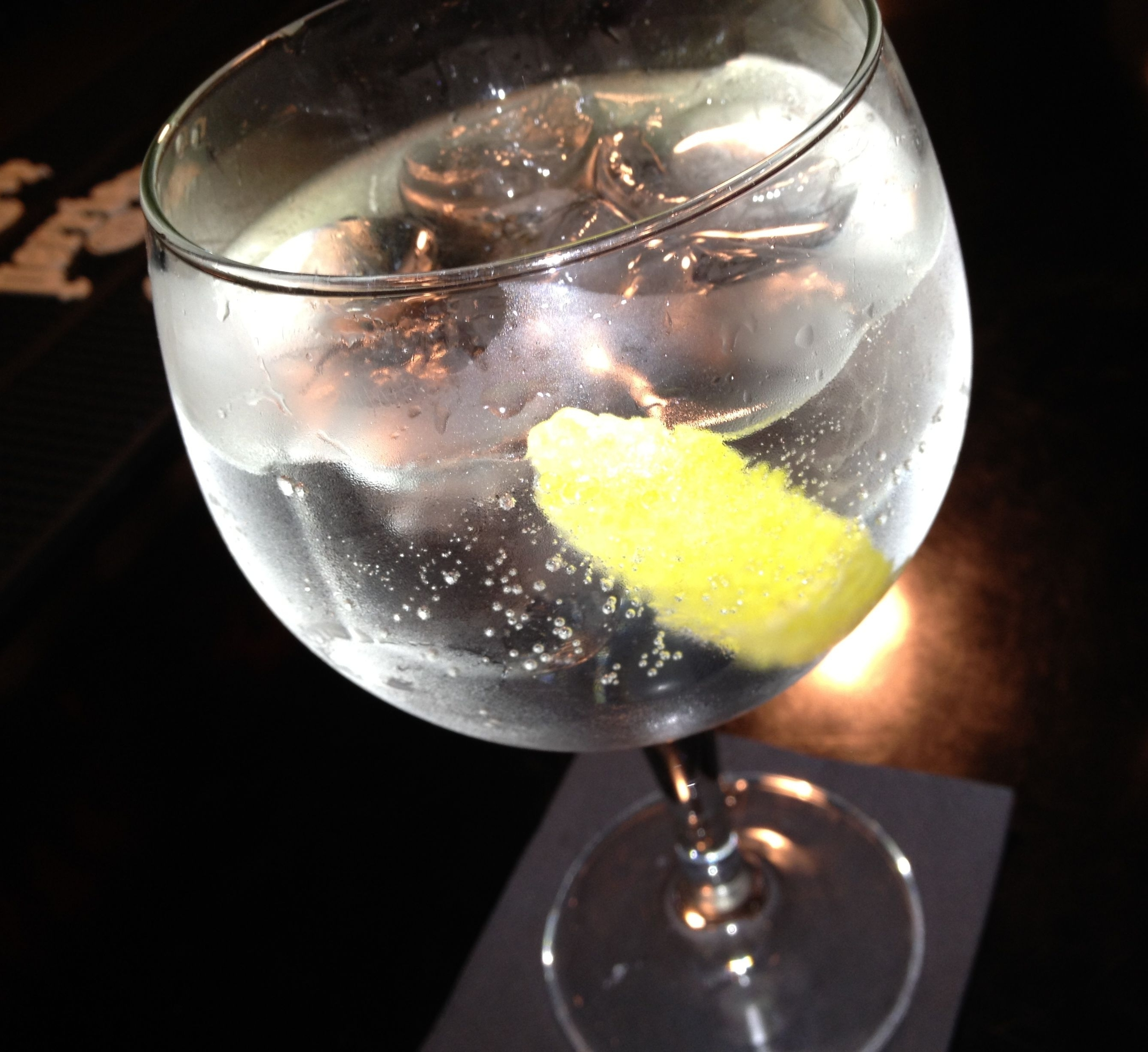
Příklad servírování: gin s tonikem a citrónem.

Gin a tonic je osvěžující nápoj, který se připravuje z ginu a tonikové vody. Jeho příprava je snadná - stačí nalít gin a tonik do sklenice s ledem a mírně je promíchat. Do nápoje se poté přidá plátek citronu nebo limetky.
Gin a tonic se servíruje obvykle ve vysokém skleněném poháru, který se před podáváním chvíli nachladí v ledové vodě. Je ideální pro letní večery, ale může být konzumován po celý rok. Gin a tonic se stává stále populárnějším nápojem a mnoho lidí si ho oblíbilo díky jeho osvěžující chuti a snadné přípravě.